# Koninklijke Harmonie Sint-Cecilia Oedelem
De Koninklijke Harmonie Sint-Cecilia Oedelem is een Belgisch harmonie-orkest uit Oedelem, een deelgemeente van Beernem (provincie West-Vlaanderen). Hierin spelen houtblazers, koperblazers en slagwerkinstrumenten, sinds dec 2019 onder leiding van dirigent Pieter Lagacie.
Jaarlijks zijn er concerten met nieuwe concertstukken in mei/juni en november. Tussendoor worden ook heel wat evenementen muzikaal ingelijst door de harmonie. De harmonie bestaat op heden uit een vijftigtal geschoolde amateurmuzikanten.

## Geschiedenis
De Koninklijke Harmonie Sint-Cecilia is de oudste nog bestaande vereniging in Beernem. De muziekmaatschappij werd gesticht in 1839 onder de benaming "Philarmonie d'Oedelem". De oorspronkelijke naam bevatte dus de schrijffout en werd niet als Philharmonie gesticht. In het eerste bestuur zetelt zowel de geestelijkheid van het dorp als Proost van de vereniging, als de burgerlijke overheid met de schepenen Coene en Serlet als ondervoorzitter en commissaris. Een aantal plaatselijke families spelen een prominente rol in de geschiedenis van de harmonie. De familie Plasschaert levert niet enkel muzikanten, bestuursleden en een dirigent maar ook gedurende 125 jaar het muzieklokaal. Het is in de door deze familie tot 1969 uitgebate herberg “Au Philotax” dat gerepeteerd wordt. De familie Govaert, decennialang de houders van het plaatselijke notariaat en leveranciers van enkele burgemeesters, leveren ook van 1877 tot 1939 62 jaar ononderbroken de voorzitters van de vereniging. Ook de families Van Der Moere, Fonteyne en Dhoore zijn goed vertegenwoordigd. Het repetitielokaal was rond de jaren tachtig een hele tijd in smederij ‘de Nachtegaal’ van de familie Dhoore. Vanaf de crisis van 1929 beslist voorzitter en notaris Govaert een Vlaamse kermis in te richten om de kas te spijzen. De taak wordt toevertrouwd aan Jerome Reyntjens die later ook voorzitter wordt. De familie Reyntjens levert nadien nog voorzitters en penningmeesters. De harmonie richt 42 ‘Vlaamse kermissen’ tussen 1930 en 1992 in.
Een van de bekendste dirigenten die de harmonie ooit telde, was de Brugse toondichter Victor Boddaert, actief in de vereniging vanaf 1927. Hij schreef en regisseerde de revue “Zoe je ’t peizen, honderd jaar muziek” die de leden in 1945 opvoerden en de “Feestmars” die met 325 muzikanten op het “festival der verenigde muzieken” te Oedelem een eerste maal werd gespeeld op 19 augustus 1962.
De muziekmaatschappij ‘St.Cecilia Oedelem’ kreeg de titel “Koninklijk” in het jaar 1952. In april 1988 werd de ‘Feitelijke vereniging’ omgevormd tot een ‘VZW Koninklijke Harmonie St.Cecilia Oedelem’.
In 2009 vierde de harmonie haar 170-jarig bestaan, onder andere met een tentoonstelling in het Schepenhuys op de markt van Oedelem. In 2014 organiseerde de harmonie ter ere van haar 175-jarig bestaan een feestweekend, met onder andere een concert van Raymond van het Groenewoud.

## Palmares
- 1985 : provinciaal tornooi HaFaBra Fedekam : opname in derde afdeling
- 1986 : provinciaal tornooi HaFaBra : kampioen van West-Vlaanderen in derde afdeling
- 1987 : nationaal tornooi HaFaBra : nationaal kampioen in derde afdeling
- 1988 : provinciaal tornooi HaFaBra : promotie naar tweede afdeling en kampioen van West-Vlaanderen
- 1989 : nationaal tornooi HaFaBra : bevestiging in tweede afdeling, 2e plaats met 86,9%
- 1990 : opname in tweede afdeling voor de provincie
- 1991 : provinciaal tornooi HaFaBra : promotie naar eerste afdeling en kampioen van West-Vlaanderen
- 1992 : nationaal tornooi HaFaBra : bevestiging in eerste afdeling met 81,8%
- 1993 : provinciaal tornooi HaFaBra : bevestiging in eerste afdeling met 84,1%
- 1994 : promotie naar eerste afdeling voor de provincie
- 1996 : provinciaal tornooi HaFaBra : promotie naar afdeling uitmuntendheid en West-Vlaams kampioen
- 1997 : nationaal tornooi HaFaBra : bevestiging in afdeling uitmuntendheid met 84,6%
- 1998 : herbevestiging in afdeling uitmuntendheid voor de provincie
- 2002 : provinciaal tornooi HaFaBra Fedekam : bevestiging in afdeling uitmuntendheid met 87%